# Alberto Piccinini
Alberto José Piccinini (La Vanguardia, provincia de Santa Fe; 9 de mayo de 1942 - Rosario; 13 de mayo del 2021) fue un político argentino y dirigente obrero de Acindar, de la localidad de Villa Constitución, provincia de Santa Fe, Argentina, quien dirigió una importante sucesión de conflictos y participó de la construcción de organismos obreros que modificaron el equilibrio político gremial de fines de los años 70. 

## Biografía
A los 17 años fue vicepresidente del Centro de Estudiantes de la Escuela Industrial de la Nación, en Rosario ese mismo año se produciría el golpe de Estado de septiembre de 1955 tras lo cual encabezaría protestas estudiantiles por la cual sería detenido y torturado por el régimen de Eduardo Lonardi. Cómo lider trabajador tuvo a su cargo proyectos, estudios, iniciativas y debates sobre política industrial; se ocupó especialmente del desarrollo dels obreros en las empresas estatales.
En 1959 sería nuevamente detenido junto a Miles de ciudadanos en el marco de plan Conintes por parte de Arturo Frondizi.
En ese sentido junto a dirigentes de la talla de Atilio Santillán, Raimundo Ongaro, Agustín Tosco, Jorge Fernando Di Pascuale, Francisco Barba Gutiérrez, Atilio López, René Salamanca, y muchos más, estableció una fuerte resistencia a la Triple A, a la derecha antidemocrática, siendo detenido tras el golpe de 1976.
La organización no respondía a la CGT oficial, era multipartidaria y se llamó Coordinadora de Gremios, Comisiones Internas y Fábricas en Conflicto. Tuvo nacimiento en el Ingenio Bella Vista, Provincia de Tucumán, los días 14, 15 y 16 de septiembre de 1974. Esta reunión quedaría en la historia como la última registrada de la CGT de los Argentinos.

### Fallecimiento
Falleció el 13 de mayo de 2021 a raíz de haber sufrido un paro respiratorio. Estaba internado en Rosario en un geriátrico como consecuencia de una enfermedad neurológica. Tenía setenta y nueve años.